# Америчка Самоа на Светском првенству у атлетици на отвореном 2019.
Америчка Самоа је учествовала на 17. Светском првенству у атлетици на отвореном 2019.  одржаном у Дохи од 27. септембра до 6. октобра дванаести пут. Репрезентацију Америчке Самое представљао је један такмичар који се такмичио у трци на 100 метара.,
На овом првенству такмичар Америчке Самое није освојио ниједну медаљу нити је остварио неки резултат.

## Учесници
Мушкарци:
- Наиноа Сото Томпсон — Трка на 100 метара

## Резултати

### Мушкарци
| Атлетичар           | Дисциплина | Лични рекорд | Предтакмичење | Предтакмичење | Квалификације        | Квалификације        | Полуфинале           | Полуфинале           | Финале               | Финале       | Детаљи |
| Атлетичар           | Дисциплина | Лични рекорд | Резултат      | Место         | Резултат             | Место                | Резултат             | Место                | Резултат             | Место        | Детаљи |
| ------------------- | ---------- | ------------ | ------------- | ------------- | -------------------- | -------------------- | -------------------- | -------------------- | -------------------- | ------------ | ------ |
| Наиноа Сото Томпсон | 100 м      | 11,53        | 11,66         | 7. у гр. 4    | Није се квалификовао | Није се квалификовао | Није се квалификовао | Није се квалификовао | Није се квалификовао | 54 / 65 (68) |        |